# 三文钱的歌剧

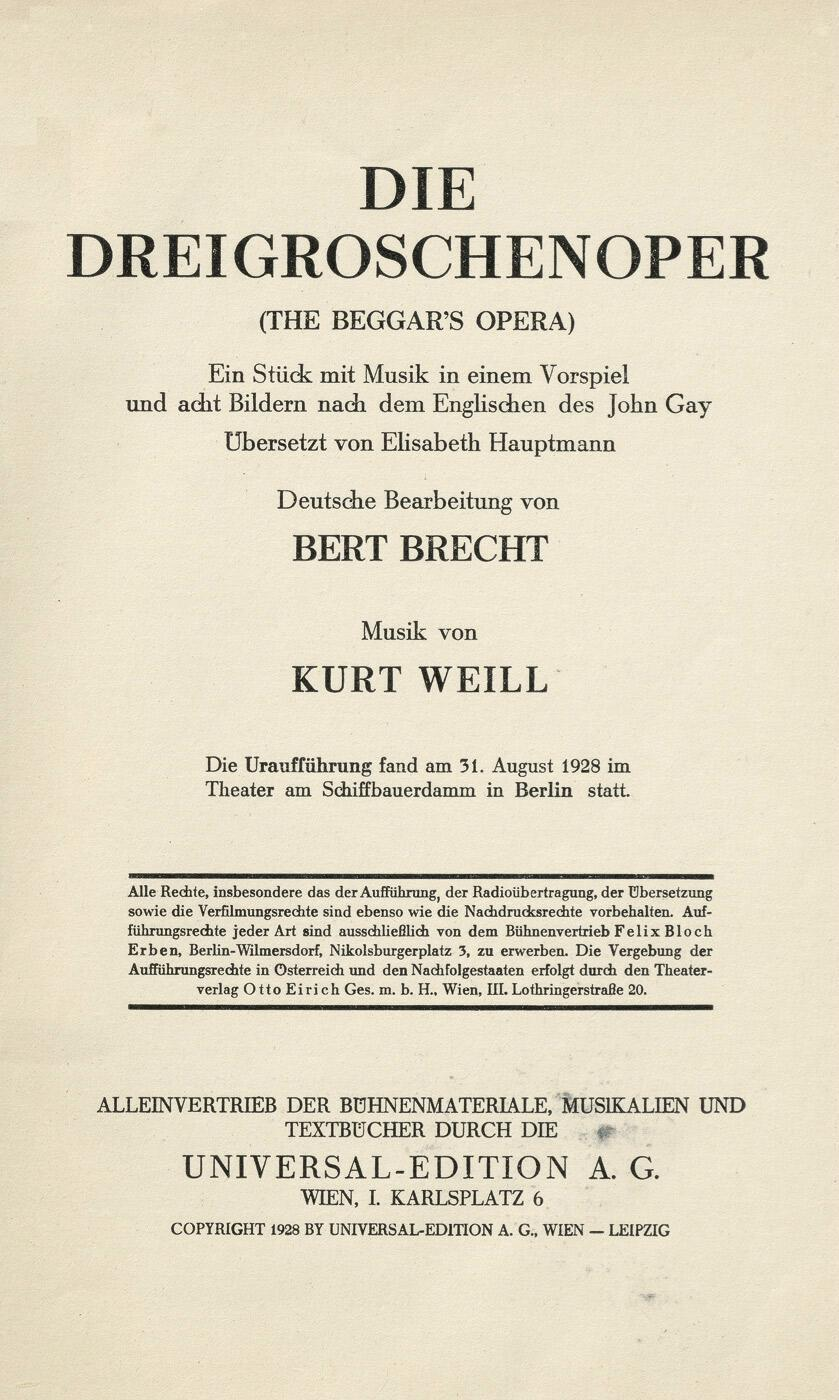
贝尔托·布莱希特 - Die Dreigroschenoper

《三文钱歌剧》（Die Dreigroschenoper）是一部德国音樂劇。由18世纪英国歌剧《乞丐的歌剧》〔〕改编而来。贝尔托·布莱希特编剧，作曲家库特·魏尔作曲。于1928年8月31日在柏林首演。该音乐剧通过荒诞的喜剧形式，讽刺了资本主义社会。
1931年又被改编成同名德国电影，片长112分钟，为德语、法语，黑白有声片，导演乔治·威廉·派伯斯特，由贝拉·巴拉兹、华依达、拉尼亚改编。

## 主要出場角色
- 麥基斯／麥基／麥克（Macheath/"Mackie Messer"/"Mack the Knife"）－當時在倫敦最惡名昭彰的罪犯。
- 強納森‧傑瑞麥亞‧皮契爾 （Jonathan Jeremiah Peachum）－「乞丐們的朋友」。倫敦的乞丐頭子，因女兒嫁給麥基斯，故想找人殺了他。
- 西莉亞‧皮契爾 （Celia Peachum）－強納森‧皮契爾之妻。
- 波莉‧皮契爾 （Polly Peachum）－皮契爾夫婦的女兒。在認識麥基斯五天以後，因被愛情沖昏了頭，她就答應嫁給麥基斯。
- 傑克（老虎）‧布朗 （Jackie "Tiger" Brown）－倫敦警察廳廳長，同時是麥基斯在軍中的死黨。
- 露西‧布朗 （Lucy Brown）－傑克‧布朗之女，同時她聲稱是麥基斯的妻子，並懷有他的小孩。
- 珍妮‧黛佛 （Jenny Diver/"Ginny Jenny"/"Low-Dive Jenny"）－曾經跟麥基斯有一段往日戀情的妓女。

## 剧情

### 第一幕
故事发生在维多利亚时代的伦敦。丐帮幫主皮彻姆的女儿波丽没有归家，而是秘密和强盗头子麦基结了婚。在场的婚宴客人中，一位是和麦基有旧交的警察局长布朗。波丽回家后向父母声明了自己的婚事，皮彻姆两口子大怒。

### 第二幕
波丽把皮彻姆想害麦基入狱的计划通知了后者。麦基逃离伦敦之前，去妓院探望以前的情人珍妮。不料皮彻姆的妻子已经收买了珍妮。虽经布朗局长周旋，麦基还是被捕入狱。布朗的女儿露西也是麦基的情人，她和波丽同时出现在麦基的牢房，演出了一场醋海风波。露西帮助麦基越狱成功。皮彻姆听说麦基越狱后气急败坏，告诉布朗说：自己要在维多利亚女王加冕典礼时组织乞丐大游行，让布朗丢官。

### 第三幕
妓女珍妮去向皮彻姆妻子讨要许诺的赏钱，遭拒后说出麦基的去向。布朗试图阻止乞丐游行，但发现时已太晚，只有头子皮彻姆的一句话能够及时生效。为了换来皮彻姆的合作，布朗不得不逮捕麦基并将他判处死刑。麦基手下的强盗和波丽都凑不出赎金让他免于一死。突然，一名骑马的使者来到监狱，以女王的名义特赦了麦基，并赐给他城堡和年饷。